# Jeu de cartes suisse
Les jeux de cartes suisses sont les jeux de cartes utilisés en Suisse alémanique. Contrairement à d'autres pays, la Suisse ne possède pas un type de cartes fortement majoritaire sur tout son territoire : certaines parties utilisent des enseignes et des valeurs françaises (pique, cœur, carreau, trèfle), d'autres font usage d'enseignes germaniques (gland, feuille, cœur, grelot).

## Bouclier

### Caractéristiques

Exemple d'enseigne de bouclier.

Le bouclier est une enseigne de cartes à jouer, l'une des quatre enseignes suisses avec le gland, le grelot et la rose.
Comme son nom l'indique, le bouclier est représenté par un bouclier stylisé jaune. Les armoiries diffèrent suivant les jeux.
En allemand, le bouclier est appelé Schilten. Il correspond au pique des enseignes françaises et à la feuille des enseignes allemandes.

### Historique
Le bouclier a pour origine l'enseigne d'épée des enseignes latines.

## Gland

### Caractéristiques

Exemple d'enseigne de gland

Le gland (Eichel en allemand) est une enseigne de cartes à jouer et l'une des quatre enseignes germaniques avec la feuille, le cœur et le grelot. Elle correspond au trèfle des enseignes françaises.
Le gland est la plus forte couleur dans les jeux de Skat, de Doppelkopf et de Schafkopf (de), et la plus faible à la Préférence (de).

### Historique
L'enseigne de gland a pour origine l'enseigne du bâton des enseignes latines.

## Rose

### Caractéristiques

Exemple d'enseigne de rose

La rose est une enseigne de cartes à jouer, l'une des quatre enseignes suisses avec le bouclier, le gland et le grelot.
La rose est représentée par une fleur stylisée jaune, à six feuilles et au pistil orangé.
En allemand, la rose est appelée Rosen. Elle correspond au cœur des enseignes françaises et allemandes.

### Historique
La rose a pour origine l'enseigne de coupe des enseignes latines.

## Grelot

### Caractéristiques

Exemple d'enseigne de grelot

Le grelot est une enseigne de cartes à jouer et l'une des quatre enseignes germaniques avec le cœur, la feuille et le gland.
Comme son nom l'indique, le grelot est représenté par un grelot stylisé jaune, avec parfois des éléments rouges et verts.
En allemand, le grelot est appelé Schellen. Il correspond au carreau des enseignes françaises.
Le grelot est la plus faible couleur dans les jeux de Skat, de Doppelkopf et de Schafkopf (de), et la deuxième plus forte à la Préférence (de). Au Watten (de), le sept de grelot (six de grelot au Tyrol, où il est appelé « Weli ») est le deuxième plus fort atout.

### Historique
L'enseigne de grelot a pour origine l'enseigne de denier des enseignes latines.